# Capitonius senlura
Capitonius senlura är en stekelart som först beskrevs av Braet och Van Achterberg 2001.  Capitonius senlura ingår i släktet Capitonius och familjen bracksteklar. Inga underarter finns listade.